# Andranofasika
Andranofasika est une commune urbaine malgache située dans la partie sud-est de la région de Boeny.

## Géographie
Localisation et Accès : Andranofasika est située dans la région de Boeny, à 120 km de Mahajanga, à l'intersection de la RN4 (reliant Antananarivo à Mahajanga) et de la RN33b (connectant Andranofasika à Ambato Ambarimay). Cette position stratégique en fait un carrefour important pour le transit de personnes et de marchandises.
Superficie et Délimitations : La commune couvre environ 128 km² et est classée comme une "Commune rurale de deuxième catégorie". Elle est délimitée au sud et à l'ouest par la commune d'Ankijabe, au nord par Marosakoa, et à l'est par Anjiajia et Tsaramandroso.
Fokontany : Andranofasika se compose de six fokontany : Andranofasika, Belalanda, Ambongomaranitra, Ambalambakisiny, Bemailaka et Mahatazantsoa. Ces fokontany comprennent une cinquantaine de villages et hameaux.
Caractéristiques Physiques : Le territoire présente une diversité de milieux :
Savanes (37%) : 4.754 ha de savanes arborées, arbustives ou herbeuses.
Forêts et Plans d’Eau (34%) : 4.396 ha.
Cultures (27%) : 3.527 ha en rizières et terres de cultures sèches.
Zones d'Habitat (1%) : 155 ha.
La commune se distingue par deux pôles d'urbanisation : Andranofasika et Mahatazantsoa, situés le long de la RN4, tandis que les autres fokontany restent majoritairement ruraux.

## Démographie
La commune d'Andranofasika compte environ 8 000 habitants selon les estimations de 2001. Cependant, il est important de noter que cette estimation pourrait avoir évolué depuis cette période. La population se répartit entre les différents fokontany, avec une majorité résidant dans les zones rurales, tandis que les pôles urbains d'Andranofasika et Mahatazantsoa connaissent une concentration plus élevée d'habitants, en raison de leur proximité avec les principales routes de transit.

## Économie
L'économie d'Andranofasika repose principalement sur l'agriculture et l'exploitation des ressources naturelles, avec quelques activités commerciales dues à sa position géographique stratégique.

### Agriculture
L'agriculture est le secteur prédominant. La commune est particulièrement connue pour ses rizières et ses terres de cultures sèches, qui couvrent environ 27% du territoire. La culture du riz est essentielle pour l'économie locale, suivie de la culture d'autres denrées comme le manioc, le maïs, et les légumes. Les savanes et les forêts offrent également des opportunités pour l'élevage et l'exploitation forestière.

### Exploitation des ressources naturelles
Environ 34% du territoire est constitué de forêts et de plans d'eau, qui contribuent à l'économie locale à travers des activités telles que l'exploitation du bois, la pêche et la récolte de produits forestiers non ligneux.

### Transports et commerce
La commune bénéficie de sa position à l'intersection des routes nationales RN4 et RN33b, faisant d'Andranofasika un carrefour important pour le transit de personnes et de marchandises entre Mahajanga et d'autres régions de Madagascar. Cela favorise un certain développement commercial, bien que les activités restent concentrées dans les pôles urbains le long de la RN4.

### Urbanisation et petites industries
Les deux pôles urbains d'Andranofasika (Andranofasika et Mahatazantsoa) accueillent une activité économique variée, principalement dans les secteurs du commerce de proximité, des petits services et des petites industries artisanales.